# NGC 2560
NGC 2560 este o galaxie LINER situată în constelația Racul. A fost descoperită în 17 martie 1862 de către Heinrich Louis d'Arrest. Se află la o distanță de 70,77 de megaparseci de Pământ.